# Museu da Aviação Naval
O Museu da Aviação Naval brasileira foi criado em 23 de Agosto de 2000 e reformado em 2019, está localizado na Base Aérea Naval de São Pedro da Aldeia da cidade de São Pedro da Aldeia. É o único do gênero em todo o Brasil, exclusivamente direcionado à história da "Aviação Naval", em especial suas 4 fases.  Aeronaves da Marinha do Brasil podem ser vistas no Museu Aeroespacial (MUSAL). O museu conta com um acervo diversificado com aeronaves originais e réplicas, diversos motores, inúmeras maquetes, fotos, documentos e homenagem aos aviadores navais falecidos em serviço.
O museu tem como propósito resgatar e manter o acervo histórico da Aviação Naval, além de fazer a integração das Organizações Militares, o Comando da Força Aeronaval e a Marinha do Brasil como um todo, alcançando a comunidade civil e ampliando a sua mentalidade marítima.
O museu é aberto a visitantes, com entrada franca. Informações detalhadas sobre horário de funcionamento e agendamento de visitas escolares podem ser encontradas no site do museu.